# La battaglia finale
La battaglia finale è un romanzo storico di Simon Scarrow ambientato nell'anno 44 d.C., pubblicato in Italia nel maggio 2013 dalla casa editrice Newton Compton.
È il quinto romanzo della Eagles of the Empire Series con protagonisti Macrone e Catone.

## Trama

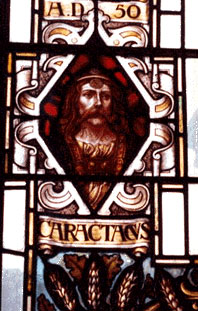
Immagine del Re Carataco su di una vetrata di Colchester

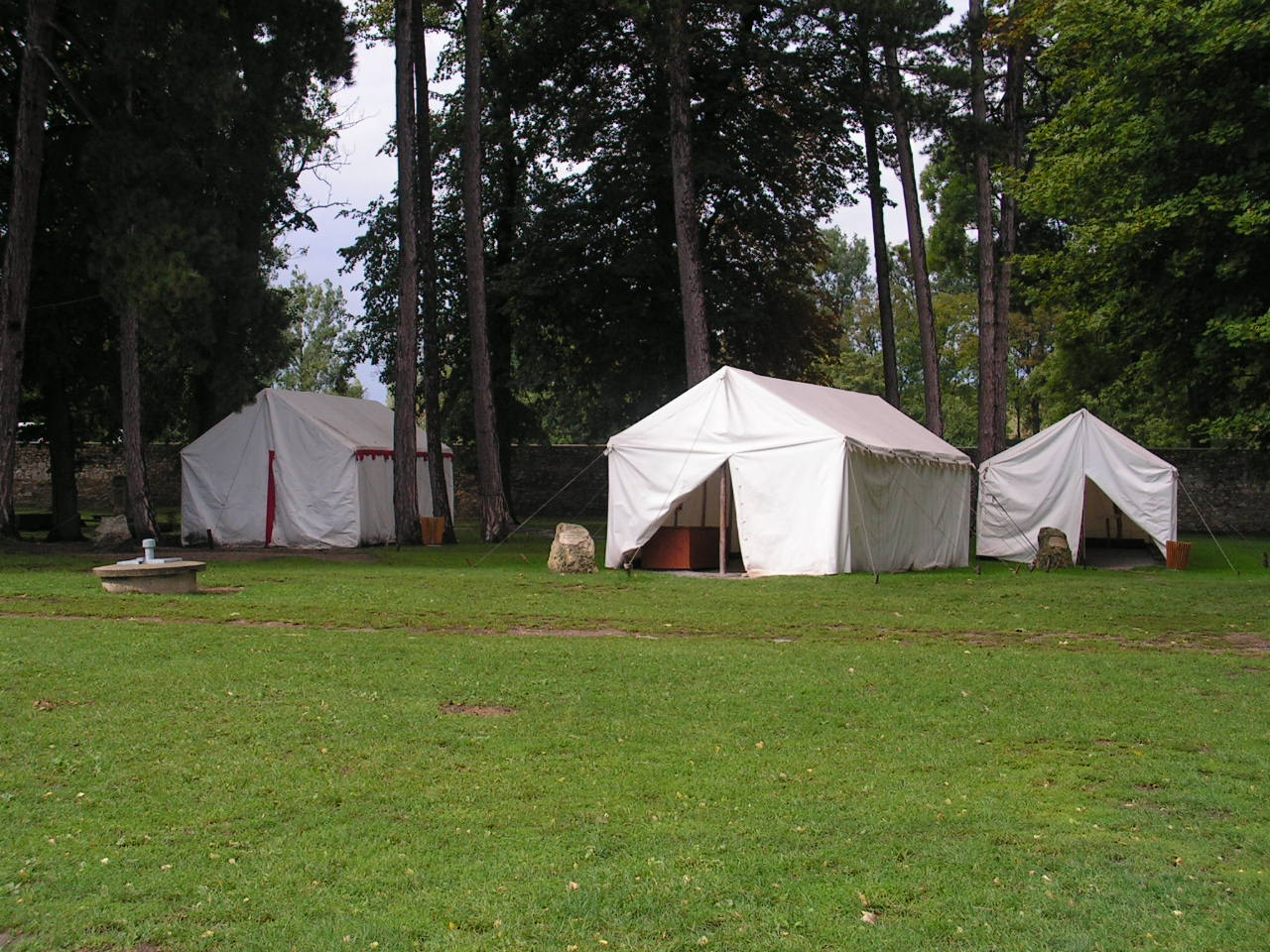
Tende di accampamento romano, in una tenda simile Catone e Macrone mettono agli arresti Massimo e prendono il comando della coorte.

Nel 44 d.C., quarto anno del regno dell'Imperatore Claudio, il segretario imperiale Narciso giunge in missione segreta in Britannia presso l'accampamento delle legioni guidate dal generale Aulo Plauzio. La missione a quanto pare non è poi tanto segreta, in quanto fin quasi alle porte dell'accampamento viene inseguito da misteriosi assalitori che tentano di ucciderlo e lungo il tragitto eliminano tutta la sua scorta di pretoriani. Narciso comunica ad Aulo Plauzio non solo che vi sono delle spie nel suo esercito, ma la campagna contro i nativi guidati da Carataco deve cambiare immediatamente marcia con la ricerca di una vittoria finale veloce e a breve scadenza, in quanto le operazioni di conquista stanno diventando troppo onerose per le casse dell'imperatore. Aulo Plauzio affida il compito alla Seconda Legione guidata da Vespasiano e con al comando della Terza e Sesta Centuria, della Terza Coorte, rispettivamente i centurioni Macrone e Catone.
Vespasiano organizza un'imboscata a Carataco lungo il Tamesis nella località nota come i tre guadi. Il centurione Massimo, comandante della Terza Coorte, dirige gli uomini troppo lentamente verso l'obiettivo prefissato, e quando giunge al fortino, dove avrebbero dovuto prendere gli attrezzi per fortificare il guado, lo trovano devastato con tutti gli uomini della guarnigione massacrati. Imprudentemente Massimo decide di dare la caccia ai colpevoli, mandando direttamente al guado il solo Macrone con la sua centuria. Massimo con gli altri centurioni, tra cui Catone, riesce ad individuare i britanni colpevoli del massacro e dopo averne uccisi molti ne fa accecare i rimanenti in quanto non vi sarebbe stata la possibilità di gestire dei prigionieri. Nel frattempo Macrone e la sua centuria, con enormi difficoltà dovute ai pochissimi attrezzi trovati nel fortino, riescono a preparare delle difese di sbarramento sul guado, ma proprio quando le attività sono terminate sopraggiungono le prime avanguardie dei britanni di Carataco, che stanno fuggendo dalle legioni di Aulo Plauzio, e senza i rinforzi del resto della Terza Coorte riesce solo per qualche ora a mantenere la posizione; proprio quando ormai non vi è più possibilità di contenere gli assalti dei britanni, Macrone ordina la ritirata, e finalmente sopraggiunge Massimo con il resto della Terza Coorte, che però ha affrontato diverse miglia a marcia forzata e gli uomini, stanchissimi, non riescono dunque a dare il meglio di se. Nonostante le proteste di Catone, la Terza Coorte viene fatta ritirare dal guado da Massimo, provocando di conseguenza il fallimento della strategia di Aulo Plauzio in quanto i britanni riescono ad attraversare il guado e fuggire attraverso i boschi e le paludi.
Su consiglio di Narciso, Aulo Plauzio e Vespasiano organizzano un'indagine per stabilire di chi sia la colpa del fallimento, e l'unità responsabile viene individuata nella Terza Coorte che viene condannata alla decimazione. La sorte vuole tra i condannati anche Catone, e Macrone con l'aiuto di Figulo, l'optio di Catone, decide di liberare i condannati in particolare per salvare la vita all'amico. Messe fuori combattimento le guardie, Macrone consegna ai prigionieri anche una spada a testa invitandoli a scappare il più lontano possibile. Riconosciuto da una delle guardie prima di perdere i sensi, Figulo decide di unirsi a Catone.
Dopo dieci giorni, Catone e gli altri fuggitivi si sono rintanati nelle paludi, ma i morsi della fame cominciano a farsi sentire e l'autorità di Catone comincia a vacillare, tanto che si giunge al punto che il gruppo meno fedele a Catone, con a capo il legionario Metello, decide di assalire una piccola fattoria gestita da nativi, in spregio degli ordini di Catone che imponevano di non compiere azioni capaci di irritare i britanni. La scorribanda viene compiuta nel peggiore dei modi, con l'uccisione di tutti gli abitanti, lo stupro delle donne e il furto degli animali. Come temuto da Catone, non passa neanche un giorno, che gli uomini di Carataco li sorprendono e catturano. Carataco si intrattiene a colloquiare con Catone per tentare di avere informazioni sulle legioni, ma è lo stesso Catone che, sfruttando abilmente le sue doti persuasive, riesce a sapere molte più informazioni da Carataco stesso sui suoi obiettivi a breve scadenza. Nel frattempo Massimo e la sua centuria vengono mandati volontariamente da Vespasiano a creare devastazione a sud delle paludi per spingere Carataco ad uscire allo scoperto. Carataco fa uccidere e crocifiggere sei dei fuggiaschi di Catone per vendicare i massacri compiuti nella valle da Massimo. Ma l'assassinio dei legionari, anche se fuggiaschi, non fa altro che aumentare la follia di Massimo che manda Macrone a massacrare 60 inermi britanni nei residui villaggi della valle. Macrone si rifiuta di compiere questa barbarie, ormai convinto della follia di Massimo, e viene messo agli arresti, quindi il massacro ordinato da Massimo verrà compiuto da Cordo, l'optio di Macrone, prontamente promosso a centurione in sua sostituzione.
Carataco decide che ormai la coorte di Massimo deve essere annientata e si lascia sfuggire questa volontà in uno degli ultimi colloqui con Catone. Questi riesce a fuggire dalla prigione in cui è rinchiuso e decide che l'unica cosa da fare è avvertire Massimo. Giunto al fortino viene ovviamente arrestato e Massimo rifiuta di ascoltare le sue rivelazioni, mentre al contrario il centurione Tullio, anche lui ormai deluso del comandante, ascolta Catone, lo libera assieme a Macrone e porta tutti nella tenda di Massimo. Con l'aiuto degli altri centurioni, Catone immobilizza Massimo e chiede all'anziano centurione Tullio di prendere lui il comando. Tullio quindi organizza una difesa al di fuori del fortino all'imbocco del sentiero che attraversa le paludi per intercettare gli uomini di Carataco. L'imboscata riesce, anche se con molte perdite, ma quando ormai il numero dei britanni sta facendo volgere a loro favore la battaglia, si sentono in lontananza le trombe della Seconda Legione guidata da Vespasiano. Presi dal panico per il rischio di rimanere accerchiati, i britanni fuggono nelle paludi abbandonando Carataco e la sua guardia; con un'abile azione, Catone e Macrone riescono anche a catturare lo stesso Carataco proprio mentre giunge a cavallo Vespasiano con l'avanguardia.
Vespasiano decide di intercedere per riabilitare Catone e Macrone, ma vuole anche indagare sulla scomparsa di Massimo, trovato ucciso nel fortino, assieme al centurione Felice, probabilmente a causa di un assalto da parte degli abitanti della valle mentre Catone e la Terza Coorte erano impegnati nell'affrontare Carataco; questa versione dei fatti viene confermata anche dal rapporto scritto consegnato a Vespasiano dal centurione anziano Tullio. Ma l'optio Cordo invece dichiara che molto probabilmente Massimo è stato ucciso dagli altri centurioni che lui aveva visto nei pressi della tenda di Massimo poco prima di lasciare il fortino per affrontare i britanni. Anche se Vespasiano nutre dubbi su chi abbia ucciso Massimo, decide che gli eroi del momento, coloro che hanno catturato dopo tanti anni Carataco, non possono essere puniti, ma andranno comunque spostati in altre legioni: pertanto comunica ai due che entro pochi giorni partiranno al suo seguito alla volta di Roma, dove Narciso deciderà a quale legione riassegnarli.

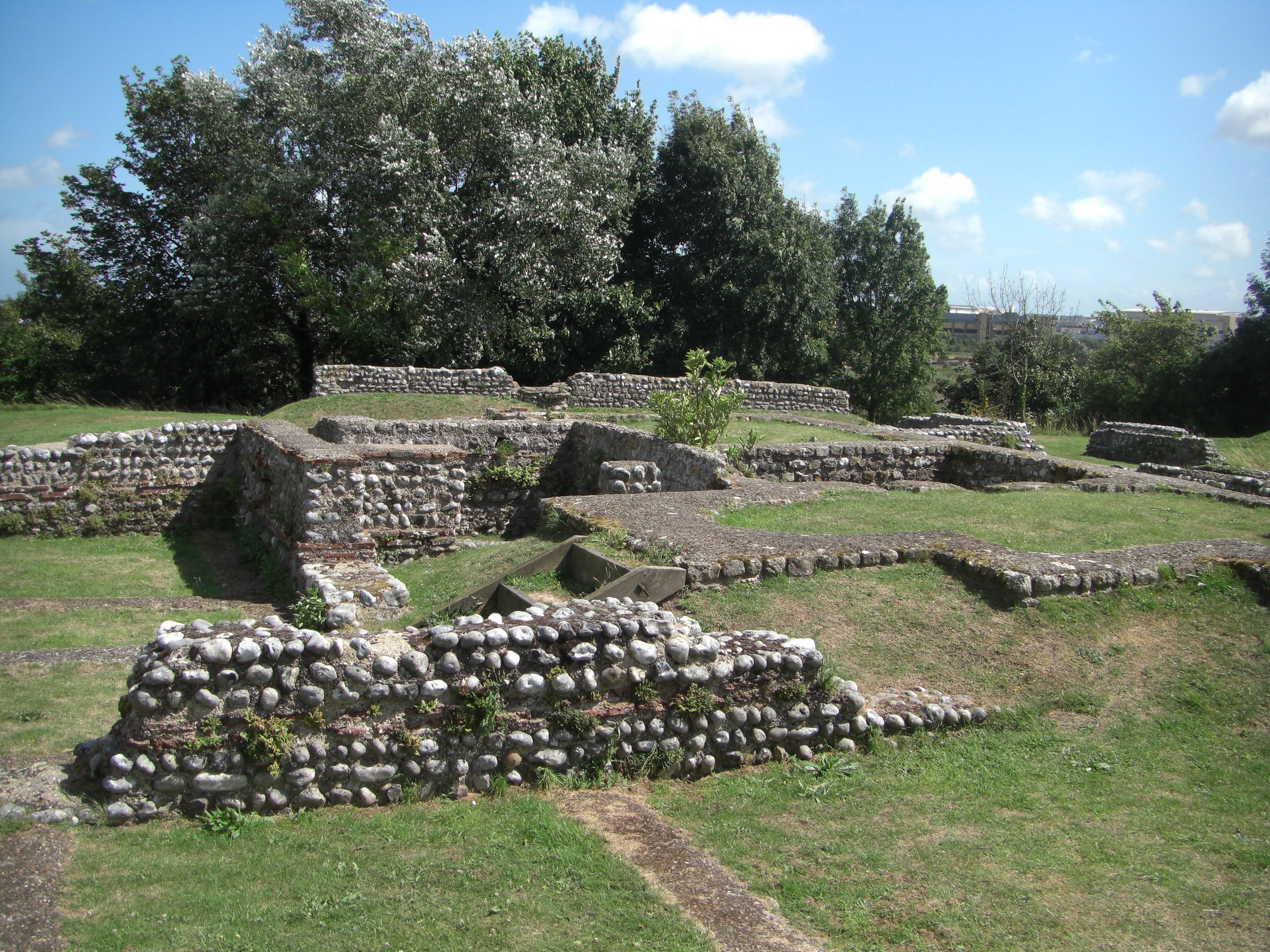
Rovine di Rutupiae. Dal suo porto, dopo due anni vissuti in Britannia, Macrone e Catone salpano per ritornare in Gallia e poi a Roma

Quando Vespasiano raggiunge Macrone e Catone per salpare assieme da Rutupiae verso la Gallia, li informa che il giorno prima Carataco è riuscito a fuggire.

## Personaggi
- Lucio Cornelio Macrone: Centurione della Terza Centuria, della Terza Coorte della Seconda Legione.
- Quinto Licinio Catone: Centurione della Sesta Centuria, della Terza Coorte della Seconda Legione.
- Aulo Plauzio: Generale dell'esercito in Britannia, composto da quattro legioni la Seconda, la Nona, la Quattordicesima e la Ventesima.
- Vespasiano: Legato della Seconda Legione.
- Narciso: Segretario dell'Imperatore Claudio.
- Messalina: Consorte dell'imperatore Claudio.
- Carataco: Re dei Durotrigi.
- Marcello: Pretoriano, guardia del corpo di Narciso.
- Rufo: Pretoriano, guardia del corpo di Narciso.
- Gaio Norbano Massimo: Centurione anziano della della Terza Coorte e della Prima Centuria della Seconda Legione.
- Caio Tullio: Centurione della Seconda Centuria, della Terza Coorte della Seconda Legione.
- Tiberio Antonio: Centurione della Quarta Centuria, della Terza Coorte della Seconda Legione.
- Caio Pollio Felice: Centurione della Quinta Centuria, della Terza Coorte della Seconda Legione.
- Sesto: Prefetto di campo della Seconda Legione.
- Orazio Figulo: Optio della Sesta Centuria, della Terza Coorte della Seconda Legione. Vice di Catone.
- Tito Velio: Legionario della Sesta Centuria, della Terza Coorte della Seconda Legione.
- Porcino: Centurione della Prima Nervia, coorte ausiliaria di germanici.
- Lentulo: Legionario della Terza Centuria, della Terza Coorte della Seconda Legione.
- Flavio Sabino: Legato della Quattordicesima Legione.
- Osidio Geta: Legato della Nona Legione.
- Sulpicio Pisone: Legato della Ventesima Legione.

- Gaio Plinio: Tribuno laticlavio della Seconda Legione.
- Fabio Afer: Legionario della Terza Coorte della Seconda Legione.
- Nipius Kaeso: Legionario della Terza Coorte della Seconda Legione.
- Proculo Secondo: Legionario della Terza Coorte della Seconda Legione. Condannato a morte per la decimazione inflitta alla Terza Coorte.
- Vibio Pollio: Legionario della Seconda Centuria, della Terza Coorte della Seconda Legione. Condannato a morte per la decimazione inflitta alla Terza Coorte.
- Senzio: Optio della Terza Centuria, della Terza Coorte della Seconda Legione. Vice di Macrone.
- Onorio: Legionario della Terza Coorte della Seconda Legione. Condannato a morte per la decimazione inflitta alla Terza Coorte.
- Metello: Legionario della Terza Coorte della Seconda Legione. Condannato a morte per la decimazione inflitta alla Terza Coorte.
- Nepote: Legionario della Terza Coorte della Seconda Legione. Condannato a morte per la decimazione inflitta alla Terza Coorte.
- Cordo: Optio della Quinta Centuria, della Terza Coorte della Seconda Legione. Promosso Centurione dopo l'arresto di Macrone.
- Lucio: Legionario della Terza Coorte della Seconda Legione. Condannato a morte per la decimazione inflitta alla Terza Coorte.
- Severo: Legionario della Terza Coorte della Seconda Legione. Condannato a morte per la decimazione inflitta alla Terza Coorte.
- Settimo: Optio della Terza Centuria, della Terza Coorte della Seconda Legione.
- Decimo: Legionario della Terza Coorte della Seconda Legione.

## Ambientazione
| Anno    | Età Macrone | Età Catone | Ambientazione |
| ------- | ----------- | ---------- | ------------- |
| 44 d.C. | 36 anni     | 19 anni    |               |

## Edizioni
- Simon Scarrow, La battaglia finale, traduzione di Roberto Lanzi, collana Nuova Narrativa Newton, Newton Compton, 23 maggio 2013,  p. 432, ISBN 978-88-541-5042-3.
- Simon Scarrow, La battaglia finale, traduzione di Roberto Lanzi, collana Gli Insuperabili, Newton Compton, 17 luglio 2014,  p. 416, ISBN 978-88-541-6873-2.
- Simon Scarrow, La battaglia finale, traduzione di Roberto Lanzi, collana Gli Insuperabili Gold, Newton Compton, 13 luglio 2017,  p. 416, ISBN 978-88-227-0697-3.

## Analisi
- Nel primo libro della serie Eagles of the empire, Sotto l'aquila di Roma, le vicende di Catone e Macrone cominciano in Germania e Gallia per poi spostarsi in Britannia. Dopo ben cinque romanzi consecutivi ambientati in Britannia, La battaglia finale ne diventa l'ultimo, almeno fino all'uscita nel 2013 de Il sangue dell'impero: nell'ultimo capitolo i due centurioni Macrone e Catone lasciano infatti l'isola diretti a Roma. L'imbarco avviene al porto di Rutupiae, a bordo del mercantile Aiace, con destinazione Gesoriacum sulla costa della Gallia. Loro compagno di viaggio sarà il Legato Vespasiano destinato ad altri incarichi nella capitale dell'impero romano dopo che il suo mandato al comando della Seconda Legione è terminato anche a causa dell'insorta incompatibilità con il Generale Aulo Plauzio.

- Oltre a La profezia dell'aquila, che narra le vicende di Macrone e Catone, anche I conquistatori[4], che continua a narrare le sorti della Seconda Legione in Britannia, è un seguito de La battaglia finale.

- La battaglia finale è il terzo romanzo, consecutivo, in cui compare il personaggio di Orazio Figulo. Le precedenti apparizioni risalgono ai romanzi La spada di Roma e Roma o morte.